# Roca del Mill
|  | Per a altres significats, vegeu «Roca del Mill (desambiguació)». |

La Roca del Mill és una muntanya de 671 metres que es troba al municipi de Lluçà, a la comarca d'Osona.